# 依田佐二平
依田 佐二平（よだ さじべい、1846年3月7日（弘化3年2月10日） - 1924年（大正13年）10月15日）は、明治・大正期の実業家、政治家、教育家で、旧中川村（現・松崎町）の3聖人の一人。

## 生涯
1846年（弘化3年）2月1日、伊豆国那賀郡大沢村（現・静岡県賀茂郡松崎町）の依田家に第10代善右衛門貴人の長男として生まれ、幼名を清二郎と呼び、7歳の時に漢学者であり叔父である土屋三餘の開く「三餘塾」に塾生として学ぶ。
その後江戸に留学し、1867年（慶応3年）、伊豆国那賀郡大沢村で11世として名主を嗣ぐ。足柄県第九区長・静岡県議・那賀郡長などを歴任後、1890年（明治23年）に第1回衆議院議員総選挙に出馬して当選。また、産業の面でも、生糸製造同業組合長・大日本蚕糸会静岡支会副会長として多くの品評会へ出品を行って受賞したり、沼津・東京間の航路を松崎汽船会社として開くなどした。

## 依田家
依田家は、伊豆国那賀郡大沢村で代々名主を務めていた。「依田の庄」とも呼ばれた大沢の里（大沢温泉）の依田家は、那賀川のほとりに建つ庄屋屋敷である。
昭和36年から大沢温泉ホテルとして旅館業を営んでいた。弟に、北海道十勝平野の開拓者である依田勉三がいる。

## 旧依田邸
依田家の建築物は、表門など4棟が国の登録有形文化財に登録され、主屋など5棟が静岡指定有形文化財に指定されている。現存の依田邸は、第三代の主が建設したものと伝えられている
。
母屋は1668年（寛文８年）から1704年（元禄17年）の13年をかけて建築されていたといわれており、1759年（宝暦9年）7月17日の水害で門や長屋などが流され、母屋と蔵は残った部分は改修されている。
1890年（明治23年）に11代当主依田佐二平が衆議院議員に当選した際に大規模な増築がされた。
1961年（昭和36年）14代当主依田敬一が歴史的建造物の活用として「大沢温泉ホテル」の名で旅館業を始め2015年（平成27年）に廃業。
2017年（平成29年）に松崎町営の文化施設となった。
旧依田邸を舞台にした小説に濱野成秋『父の宿』(2001)がある。2019年9月14日には著者を招いた講演会がNPO法人伊豆学研究会主催で行われた。

### 国の登録有形文化財
1999年（平成11年）10月28日に国の登録有形文化財（建造物）として登録された。

#### 依田家住宅表門
木造平屋建、瓦葺、建築面積24平方メートル。

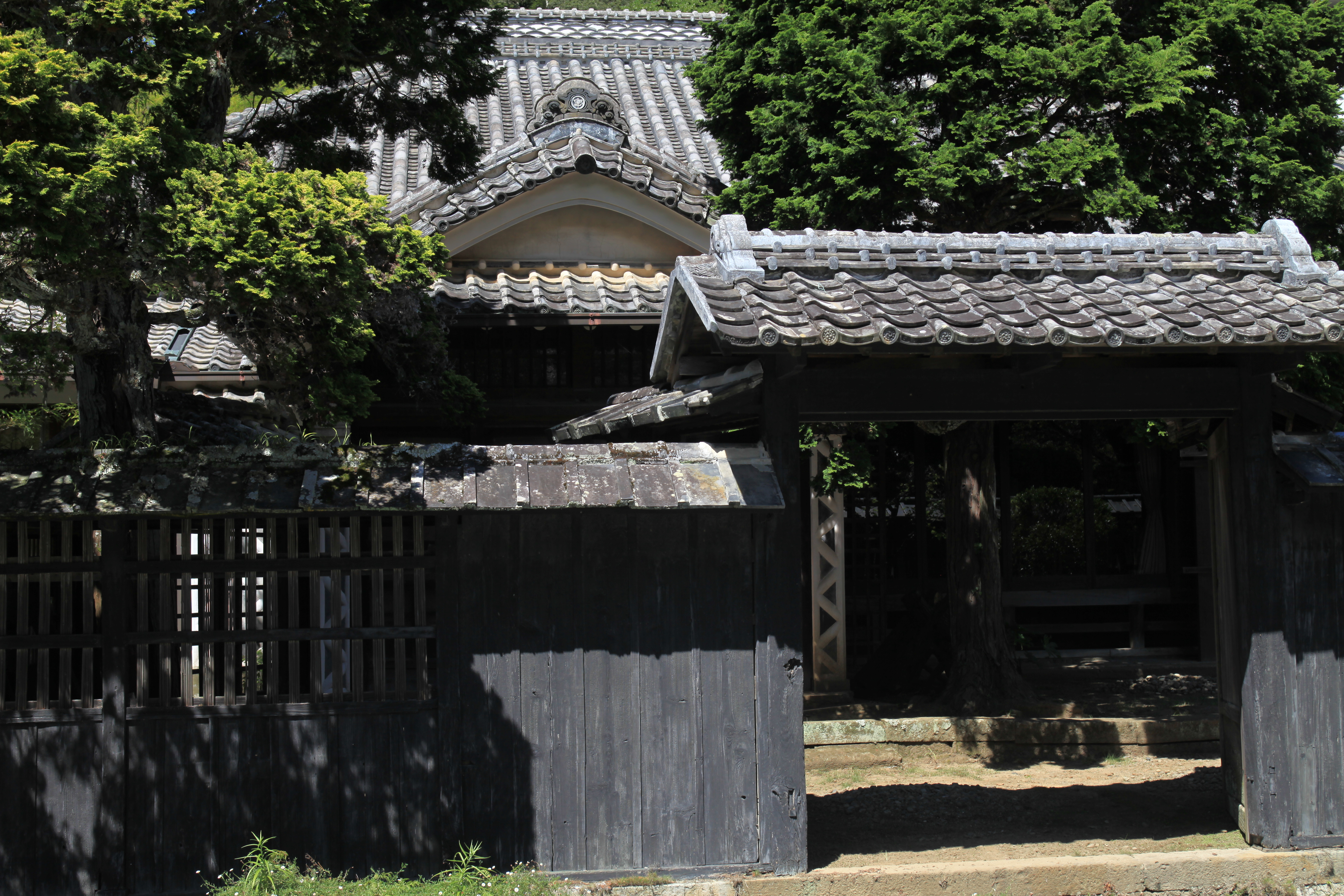
依田家住宅表門

#### 依田家住宅中門
木造、瓦葺、長さ2.5メートル、板塀14.5メートル

#### 依田家住宅塀
木造、瓦葺、延長22.5メートル

#### 依田家住宅カマヤ
土蔵造平屋建、瓦葺、建築面積33平方メートル

### 静岡県指定有形文化財
2010年（平成22年）12月3日に県指定有形文化財（建造物）として指定された。

#### 依田家住宅主屋
木造平屋建、瓦葺、建築面積479平方メートル。外壁はナマコ壁で南北と西側の軒先には銅板の防火戸があり、軒から垂木まで漆喰で塗られている。

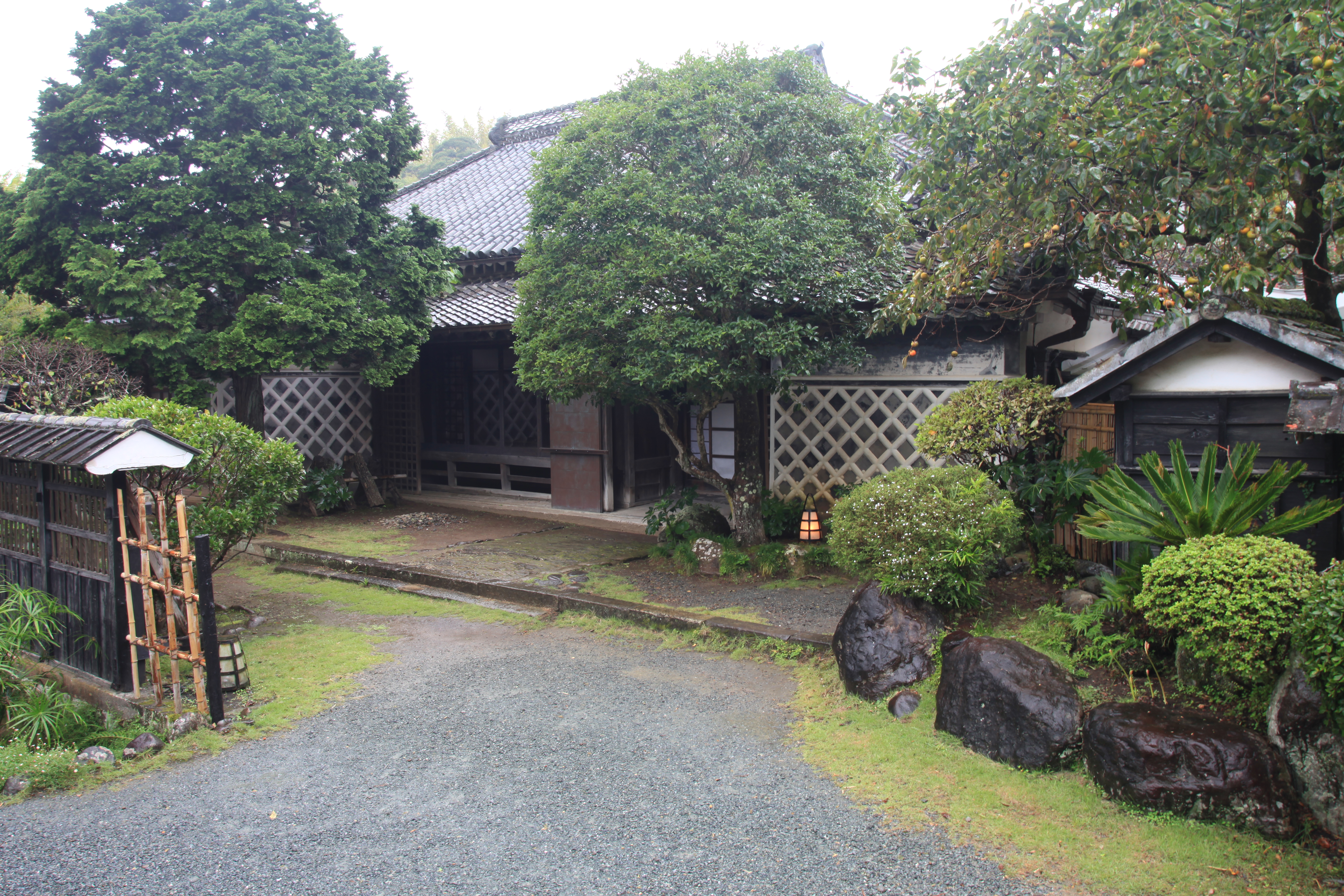
依田家の母屋
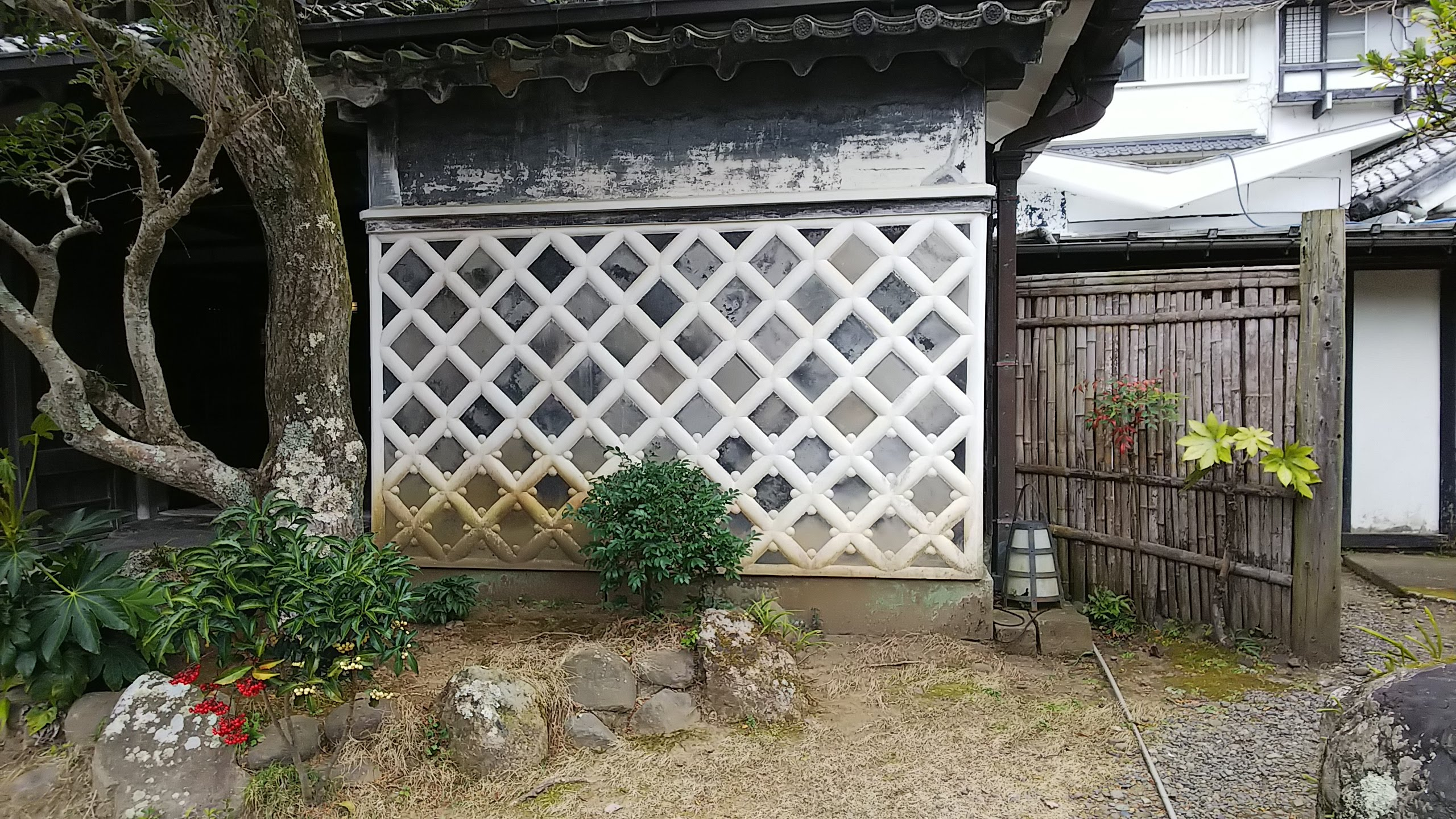
母屋のナマコ壁
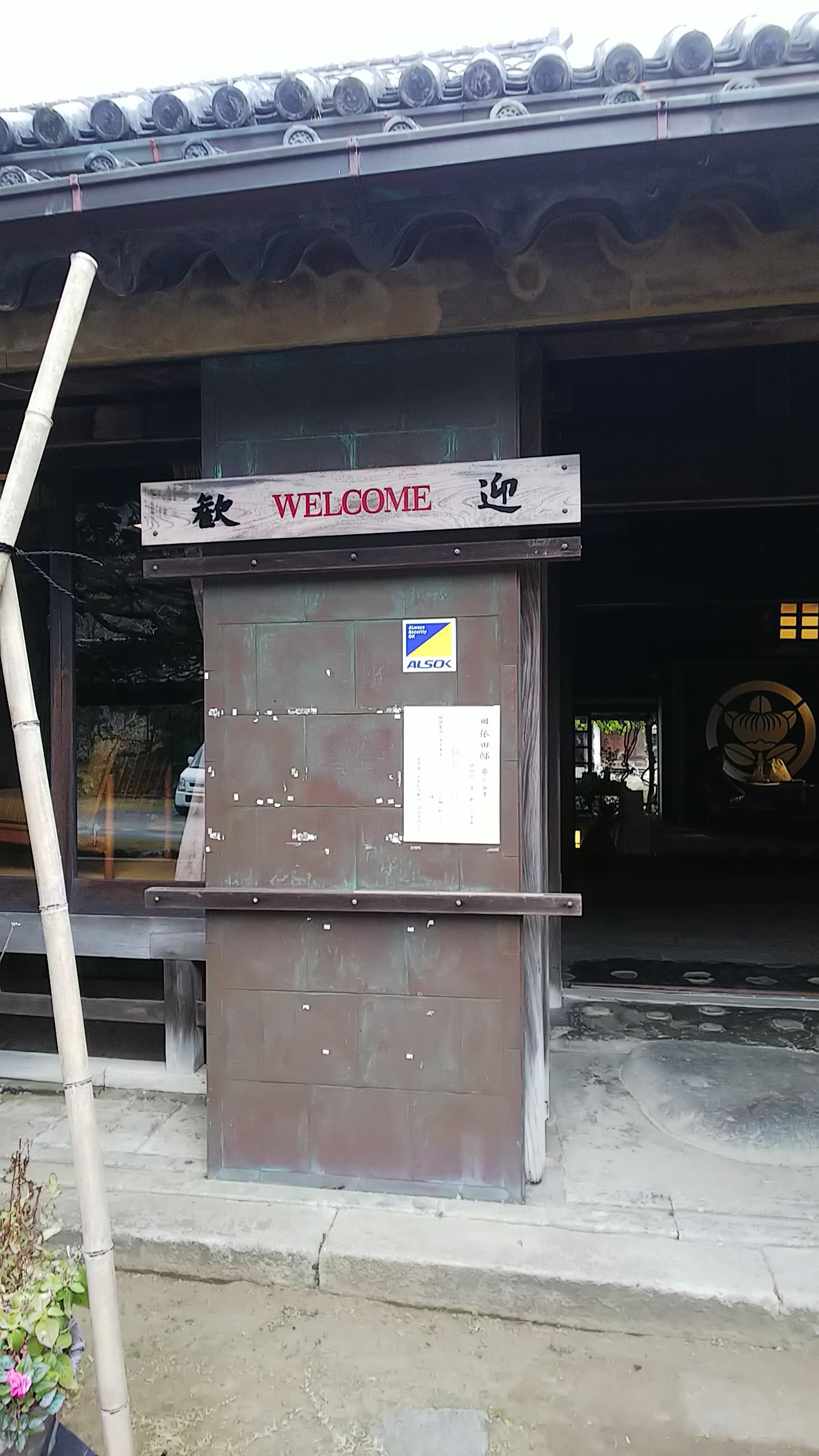
銅板の防火扉

#### 依田家住宅離れ
木造平屋建、瓦葺、建築面積138平方メートル。

#### 依田家住宅道具蔵
土蔵造二階建、瓦葺、建築面積48平方メートル。現在は、米倉と一体化している。

#### 依田家住宅米蔵
土蔵造平屋建、瓦葺、建築面積52平方メートル。現在は道具蔵と一体化している。

#### 依田家住宅味噌蔵
土蔵造平屋建、瓦葺、建築面積42平方メートル。宿泊施設として利用していた際は、ラウンジとして利用された。

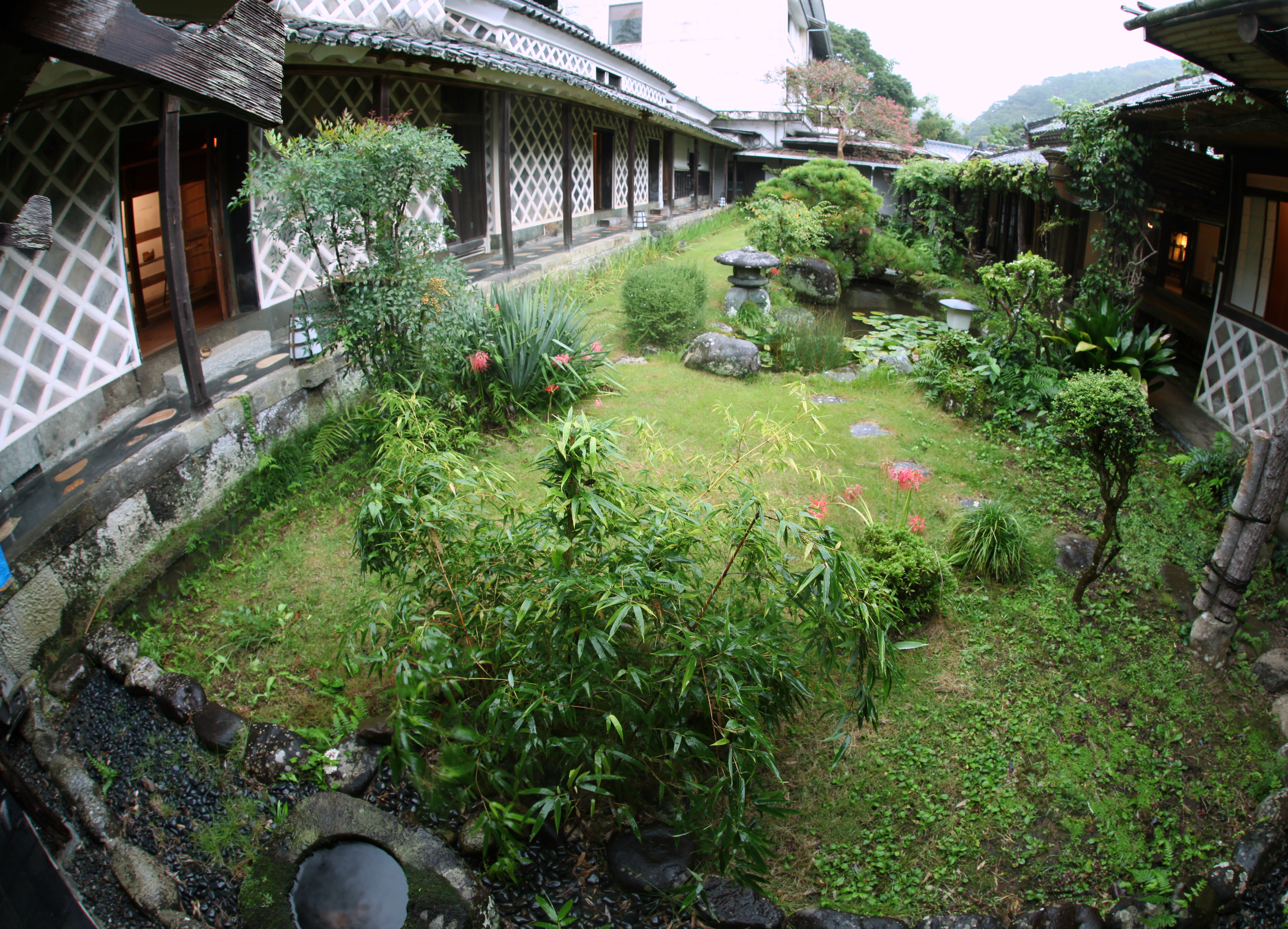
左から道具蔵、米倉、味噌蔵
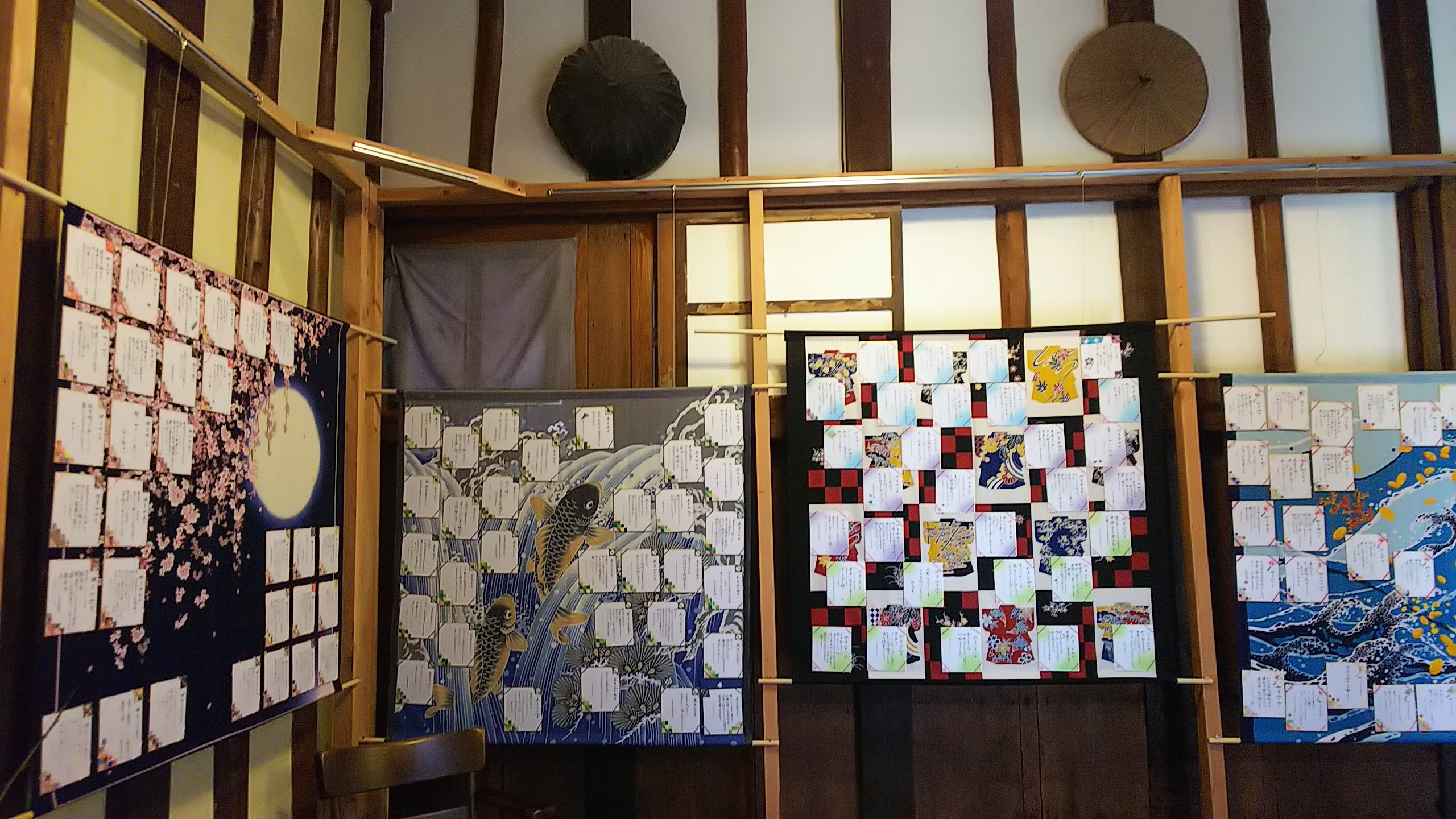
展示品が飾られた米蔵内部
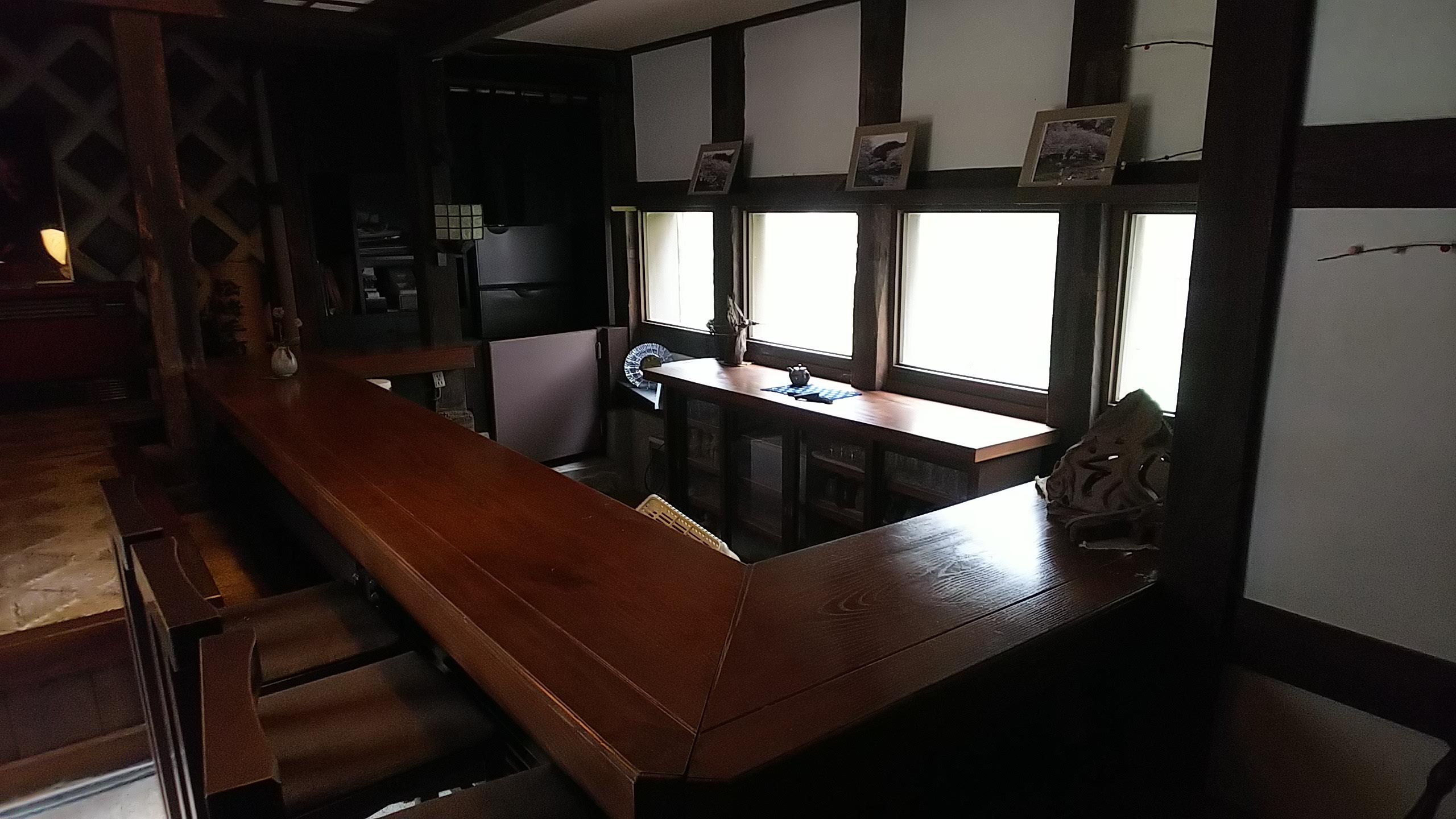
味噌蔵を利用したラウンジ

## 業績・エピソード

### 受賞歴
- 1892年（明治25年）、内閣賞勲局より緑綬褒章を受ける[13]。

### 教育
- 1868年（明治元年）、自宅邸内に大沢塾を開塾[14]。
- 1879年（明治12年）、私立豆陽学校を蓮台寺に開校[15]。

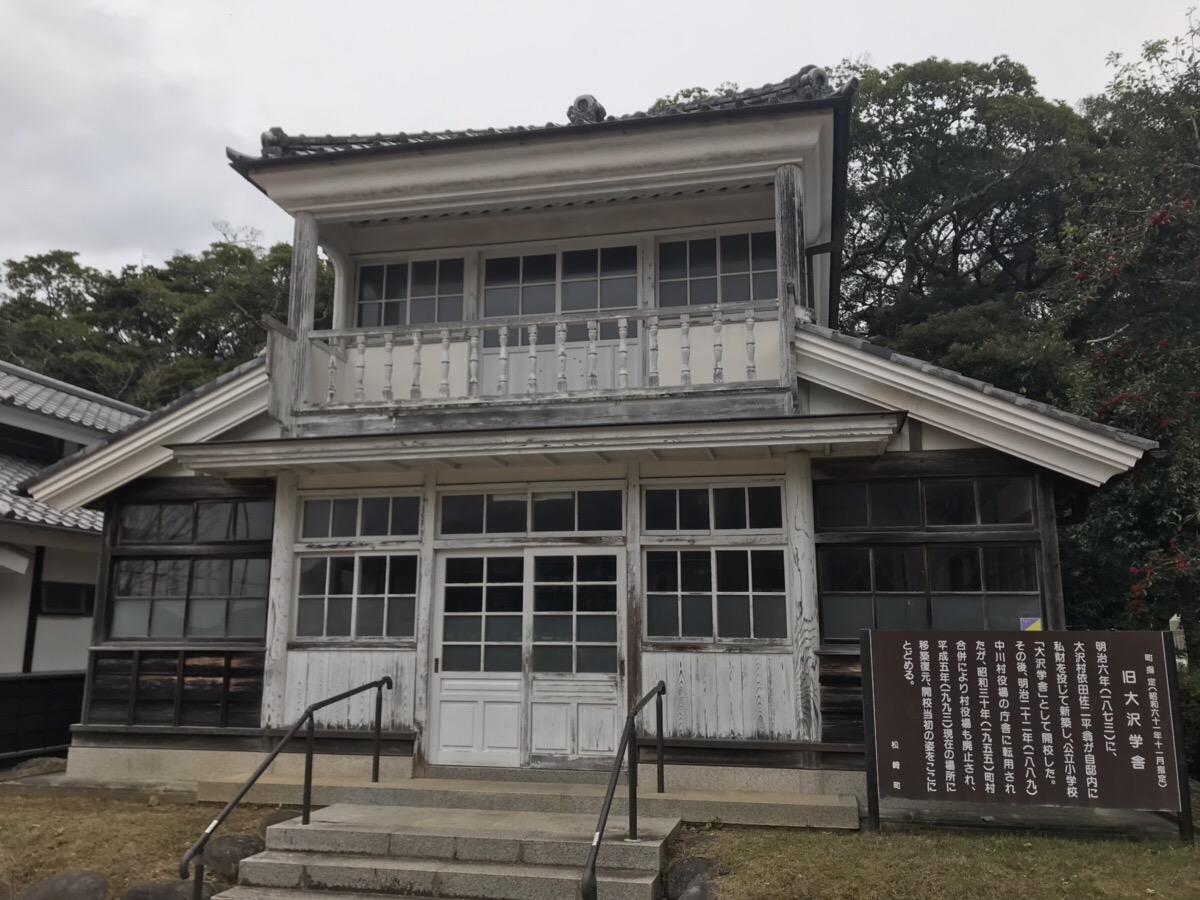
旧大沢学舎 正面から撮影

### 北海道開拓
- 1882年（明治15年）、北海道開拓を目的として、依田勉三等と晩成社を創立[16]。

### 産業振興
- 1875年（明治8年） 、松崎村清水に富岡式25人繰製糸工場を設ける[17]。
- 1882年（明治15年）、松崎汽船会社を創立し、初代社長に就任[18]。

### 政治
- 1882年（明治15年）、県会議員に当選[18]。
- 1890年（明治23年）、第1回衆議院議員選挙に第7区より立候補し、当選[19]。

## 施設
道の駅花の三聖苑伊豆松崎